# Поплар (Висконсин)
Поплар (енгл. Poplar) град је у америчкој савезној држави Висконсин.

## Демографија
По попису из 2010. године број становника је 603, што је 51 (9,2%) становника више него 2000. године.
| Група             | 2000.       | 2010.       |
| Белци             | 541 (98,0%) | 570 (94,5%) |
| Афроамериканци    | 0 (0,0%)    | 2 (0,3%)    |
| Азијати           | 0 (0,0%)    | 7 (1,2%)    |
| Хиспаноамериканци | 2 (0,4%)    | 0 (0,0%)    |
| Укупно            | 552         | 603         |